# The Mystery of Orcival
The Mystery of Orcival è un cortometraggio muto del 1916 diretto da J. Farrell MacDonald. Prodotto dalla Biograph, aveva come interpreti Charles Hill Mailes, G. Raymond Nye, Charles Perley, Jack Mulhall, Jack Drumier, Gretchen Hartman.

## Produzione
Il film fu prodotto dalla Biograph Company.

## Distribuzione
Distribuito dalla General Film Company, il film - un cortometraggio in tre bobine - uscì nelle sale cinematografiche statunitensi l'8 marzo 1916. Non si conoscono copie ancora esistenti della pellicola che viene considerata presumibilmente perduta.